# Dobra (folyó)
A Dobra egy folyó Horvátországban. Gornja Dobra közelében ered, a Gorski kotar-vidéken. Közvetlenül Ogulin előtt eltűnik egy barlangban, keresztülfolyik a Medvedica-barlangrendszeren, aztán 16 km-rel arrébb karsztforrásként jelenik meg a felszínen. Összesen 124 km-nyi hossz után torkollik a Kulpa folyóba, Karlovac közelében.
A Dobra többnyire egy karsztvidéken folyik. Horvátország egyik legjelentősebb karsztképződménye a nem messze elterülő Plitvicei-tavak területe. Árvíz esetén, vagy ha a folyó a föld alatti vízi utakon eltömődéshez ér, képes felduzzadni az Ogulin közelében fekvő barlangbejárat felső pereméig (16 m). Tipikus jellemzője még (mint más, hasonló karsztfolyóknak) a hűvös, smaragdzöld, csillogó víztükör. A nyári legmelegebb hőmérséklete néhány helyen eléri a 24 °C-ot.

## Külső hivatkozások
- A 16 méteres barlangbejárat fényképe
- Horvát turisztikai magazin - Dobra